# Nở hoa trong lòng địch
Nở hoa trong lòng địch (tâm trung khai hoa) là một chiến thuật bộ binh được sáng tạo và sử dụng bởi Quân đội Nhân dân Việt Nam. Đại tướng Văn Tiến Dũng được xem là vị chỉ huy đã sáng tạo chiến thuật này.

## Mô tả chiến thuật
Chiến thuật được thực hiện bởi sự phối hợp tác chiến giữa binh chủng đặc công và bộ binh, với lối đánh cận chiến ngoài đánh vào trong đánh ra. Dưới sự hoạt động ban đầu của đặc công đánh từ bên trong và sau đó phối hợp với bộ binh bao vây phía ngoài.
Chiến thuật này liên quan các yếu tố cận chiến, bao vây, tấn công bất ngờ, và hoạt động hiệp đồng binh chủng.

## Lịch sử Quân đội Nhân dân Việt Nam
Chiến thuật này được sử dụng lần đầu vào ngày 6 tháng 7 năm 1951 trong cuộc tấn công của lực lượng Việt Minh vào tiểu khu Bùng Binh nằm cách thị xã Thủ Dầu Một 30 km về hướng tây bắc.
Vào đêm 20 tháng 12 năm 1951, trong trận tấn công vào cụm cứ điểm ở thị trấn Phát Diệm, Ninh Bình, Đại đoàn 320 quân Việt Minh đã đi sâu vào các tuyến đồn bốt của đối phương và bắt đầu tấn công phối hợp.
Trận An Lộc diễn ra năm 1972 trong Chiến tranh Việt Nam là một trận đánh đẫm máu mà quân Giải phóng miền Nam Việt Nam sử dụng chiến thuật này. Quân lực Việt Nam Cộng hòa đã chiếm lại An Lộc, quân Giải phóng phải rút lui nhưng vẫn tuyên bố chiến thắng và mô tả họ vẫn vây lỏng thị xã này.
Chiến thuật cũng được sử dụng trong trận đánh Buôn Ma Thuột năm 1975.

## Các trường hợp tương tự
Tình huống chiến thuật tương tự của ngoài đánh vào trong đánh ra cũng xảy ra trong nhiều sự kiện chiến tranh trong lịch sử thế giới.
Trong trận Tuyên Quang diễn ra vào năm 1884, quân Pháp ở thế bị bao vây nhờ có chi viện đã chuyển bại thành thắng, đánh bại quân Mãn Thanh và quân Cờ Đen.
Trận Stalingrad - một trong những trận đánh bước ngoặt của chiến tranh Xô - Đức và là một trận đánh quan trọng trong Thế chiến thứ hai đã diễn ra tình huống quân Đức Quốc Xã bao vây Hồng quân Liên Xô trong thành phố, quân chi viện của Hồng quân đến đã bao vây quân Đức vòng ngoài, tiếp theo sau là Hitler điều đạo quân Đức đến chi viện bao vây thêm một vòng bên ngoài nữa.
Trong Thế chiến thứ hai, tình huống ngoài đánh vào trong đánh ra cũng đã xảy ra khi Trung đoàn 632 của Liên Xô tổ chức tấn công vào Lữ đoàn 7 quân Mãn Châu Quốc và Sư đoàn 134 Đạo quân Quan Đông thuộc Quân đội Đế quốc Nhật Bản tại Giai Mộc Tư.
Vào thế kỷ 10, Kiều Công Tiễn âm mưu phối hợp với quân Nam Hán, bên trong sẽ hậu thuẫn cho quân Nam Hán bên ngoài đánh vào đất Việt, thường được mô tả là "nội ứng ngoại hợp" nhưng âm mưu không thành khi Ngô Quyền giết chết Tiễn trước.